# Burwen Noise Eliminator
Il Burwen Noise Eliminator, d'ora in poi indicato con Burwen NE, è un sistema che funge contemporaneamente da riduttore di rumore e da espansore di dinamica audio e che prende il nome dalla ditta costruttrice, la Burwen Laboratories, Inc. (Lexington - Massachusetts), ora KLH Audio Systems, (Santa Ynez - California).
Immesso sul mercato nel 1971, il Burwen NE appartiene alla categoria dei sistemi di riduzione di rumore complementari, cioè che richiedono una codifica del segnale in fase di registrazione (o trasmissione) e una decodifica appunto complementare in fase di riproduzione (o ricezione).
Nella figura sono illustrate le curve di trasferimento in fase di compressione (in giallo) e di espansione (in rosso) del compander (cioè compressore-espansore).
Il funzionamento del Burwen NE ricorda quello del DBX e del Dolby A. Infatti, come accade col DBX, la banda audio non viene suddivisa in sottobande, per cui tutte le frequenze subiscono lo stesso trattamento. Però, come accade col Dolby A, la compressione non avviene a tutti i livelli del segnale. Infatti, come si può notare dalla figura, il compressore vero e proprio opera solo al di sopra dei  -70 dB. La compressione è piuttosto accentuata, cioè di 2,8:1 in dB (quella del DBX e del Dolby A è di 2:1).
Al di sotto dei -70 dB il segnale non viene compresso, ma solo amplificato di ben 25 dB. La scelta di non comprimere il segnale ai bassi livelli ha lo scopo di evitare che, in fase di riproduzione, le rapide variazioni di livello introdotte dall'espansore rendano percepibile del rumore modulato in ampiezza, che si manifesterebbe come una sorta di respiro. Al di sopra dei -70 dB tale modulazione del rumore risulta invece poco avvertibile, perché mascherata dal segnale.
Più precisamente in questa zona il segnale viene sottoposto a enfasi e fatto poi passare in un amplificatore controllato in tensione (VCA). La tensione che controlla il VCA è fornita da un rettificatore, la cui uscita è proporzionale al valore di picco del segnale enfatizzato (anziché al valore efficace, come avviene nel DBX). Nella fase di riproduzione il segnale subisce un trattamento di espansione e di deenfasi complementare. L'enfasi e la deenfasi hanno lo scopo di rendere ancora meno avvertibile (in pratica a rendere inudibile) il rumore modulato in ampiezza dovuto al processo di compressione-espansione.
Il Burwen NE era, all'epoca della sua introduzione (1971), il più costoso sistema di riduzione di rumore complementare presente sul mercato. Il costo di una singola unità in configurazione a due canali era infatti di circa 8300 dollari. Per questo motivo, anche se la stessa unità poteva essere configurata in tre diversi modi, il primo per registrazioni a 76 cm/s, il secondo per registrazioni a 19 cm/s e il terzo per registrazioni a velocità inferiori, per trasmissioni radio a modulazione di frequenza e per dischi, a causa del suo costo fu usato solo per impieghi professionali.
Accolto entusiasticamente dal mercato hi-fi high-end, perse però in pochi anni terreno a favore del DBX e del Dolby-A principalmente perché la riproduzione dei nastri su una macchina diversa da quella usata per la registrazione non sempre permetteva di ricostruire esattamente la dinamica del segnale originale.